# Мелкумян, Гурген Аллахвердович
Гурген Аллахвердович Мелкумян (арм. Գուրգեն Ալլահվերդի Մելքումյան; 7 ноября 1915, с. Дашбашы, Шушинский уезд, Елизаветпольская губерния, Российская империя — после 1985) — советский государственный и партийный деятель. Первый секретарь обкома Нагорного-Карабахской автономной области КП Азербайджана (1962—1973). Депутат Совета Национальностей Верховного Совета СССР VII—VIII созывов от Нагорно-Карабахской АО.

## Биография
Родился 7 ноября 1915 года в селе Дашбашы Шушинского уезда Елизаветпольской губернии Российской империи (ныне село Дашбашы в составе Аракюльского сельского административно-территориального округа Ходжавендского района Азербайджанской Республики), в семье крестьянина.
В 1935―1936 гг. учитель в сельской школе. В 1937―1939 гг. сотрудник, ответсекретарь, редактор гадрутской районной газеты «Коммунист». Участник советско-финской войны, далее на Карельском фронте до 1945 года. После демобилизации был пропагандистом. С 1946 года завотделом, секретарь Гадрутского райкома КП(б) Азербайджана. В 1950―1954 гг. 1-й секратарь Гадрутского райкома. Окончил Высшую партийную школу при ЦК КПСС (1954―1957). 1-й секретарь Мартунинского райкома партии (1957―1961), 2-й секретарь обкома партии Нагорно-Карабахской автономной области. 1-й секретарь обкома партии Нагорно-Карабахской автономной области (1962―1973), член ЦК КП Азербайджана. В 1973―1983 гг. секретарь Республиканского Совета профсоюзов Азербайджана.